# Demotix
Demotix är en medborgarjournalistisk webbplats och bildbyrå. Andra exempel på medborgarjournalistik inkluderar webbplatser och tjänster som Wikinews, CNN:s I‐Report och Merinews. Det gör att frilansjournalister och amatörer kan dela sitt användargenererade innehåll och sin bildjournalistik, samt licensiera dessa till massmedia. Webbplatsen lanserades i januari 2009 av Turi Munthe, vd, och Jonathan Tepper, operativ chef, och är beläget i London. Syftet med Demotix är att "rädda journalistiken" genom att ansluta oberoende journalister med de traditionella medierna.